# العناصر الجينية الأنانية
العناصر الجينيّة الأنانيّة (بالإنجليزيّة: Selfish genetic elements) المعروفة تاريخيًّا بالجينات الأنانيّة، الدنا الأنانيّ، الدنا الطفيليّ، الجينوم الخارج عن القانون. هي أجزاء وراثيّة يمكنها أن تُعزز من انتقالها إلى الأجيال القادمة على حساب الجينات الأخرى في المحتوى الوراثيّ، حتى إذا لم يكن لها تأثير إيجابيّ أو سلبيّ على صلاحيّة الكائن. نُظر للجينوم تاريخيًّا على أنه مجموعة من الوحدات المتماسكة، حيث تعمل الجينات معًا من أجل تحسين صلاحيّة الكائن. إلا تلك القواعد تتغير عندما تتحكم الجينات في انتقالها إلى النسل. وكمثل كل المجموعات الاجتماعيّة، يخضع الجينوم إلى السلوك الأنانيّ بفعل أجزائه.
كانت أول المشاهدات حول تلك الجينات منذ قرن تقريبًا، لكن هذا المجال لم يحظ بكثير من الاهتمام إلا بعد عدة عقود. نُشرت ورقتين علميتين في مجلة ناتشر عام 1980 بإلهام من نظرية التطور من المفهوم الجينيّ، التي روّجها في الأوساط الشعبيّة جورج ويليامز وريتشارد دوكنز، نشر الدراسة ليسلي أورغيل وفرانسيس كريك وفورد دوليتل وكارمين سابينزا، ليقدموا مفهوم العناصر الجينيّة الأنانيّة (كان يُدعى الدنا الأنانيّ في ذلك الوقت) إلى المجتمع العلميّ. أكَّدت تلك الأوراق على أن الجينات يمكنها أن تنتشر في الجماعات بغض النظر عن تأثيرها على صلاحيّة الكائن، طالما أن لها أفضليّة انتقاليّة.
وُصِفت العناصر الجينيّة الأنانيّة الآن في العديد من مجموعات الكائنات الحيّة، كما أنها توضِّح التنوُّع الملحوظ في الطرائق التي تُحسِّن بها انتقاليّتها. تُعتبر تلك العناصر الآن مهمة لدرجة أنها تؤثِّر على طيف واسع من العمليات الأحيائيّة تتنوع من حجم الجينوم وتركيبه إلى الانتواع، بالرغم من أنها كانت مهملة قديمًا باعتبارها مجرد فضول وليس لها علاقة مباشرة بنظرية التطور.

## التاريخ

### الملاحظات الأولى
تعود الملاحظات الأولى لما يُعرف الآن بالعناصر الجينيّة الأنانيّة إلى بداية تاريخ علم الوراثة. أشار عالم الوراثة الروسيّ سيرجي غيرشنسون إلى اكتشاف كروموسوم إكس في الدورسوفيلا عام 1928. وأشار إلى أن النسبة المتحيِّزة إلى الإناث ربما تكون سببًا في انقراض الجماعة الحيّة. إلا أن الشرح الواضح لظاهرة انتقال كروموسومات في الجماعة الحيّة بسبب طبيعتها «الطفيليّة» وليس بسبب صلاحيّتها وتأثيرها الإيجابيّ على الكائن، جاء على يد عالم وراثة الخلايا غونار أوستيرغرين في 1945. وكتب في مناقشة الكروموسوم ب في النباتات بقوله:
وفي نفس الفترة، ظهرت العديد من الأمثلة الأخرى عن العناصر الجينيّة الأنانيّة. على سبيل المثال، وصف عالم الوراثة الخلويّة الأمريكيّ ماركوس رويديس كيف أن العُقد الكروموسوميّة أدت إلى الحملة الميوزيّة في الإناث. كما اقتُرح أيضًا أن الصراع الجينوميّ الداخليّ بين جينات الميتوكوندريا الموروثة عن الأم والجينات النوويّة الموروثة عن الأبوين بإمكانه أن يؤدي إلى العقم السيتوبلازميّ لدى ذكور النبات. ثم، في بداية الخمسينات من القرن الماضي، نشرت باربرا مكلنتوك مجموعة من الأوراق العلميّة تصف فيها وجود الجينات القافزة، والتي تُعتبر الآن إحدى أنجح العناصر الجينيّة الأنانيّة. لقد أدى هذا الاكتشاف إلى حصولها على جائزة نوبل في الطب والفسيولوجيا عام 1983.

### المستجدات المفاهيميّة
أفادت الدراسة التجريبيّة للعناصر الجينيّة الأنانيّة من نشوء النظرية المعروفة باسم التطور من المفهوم الجينيّ في ستينات وسبعينات القرن الماضي.على عكس الصياغة الأوليّة لداروين عن التطوُّر بالانتخاب الطبيعيّ والتي ركزت على الكائنات المفردة، تأخذ هذه النظرة الجين في الاعتبار وتعتبره الوحدة المركزيّة للانتقاء في التطوُّر. إنها تعتبر التطور بالانتخاب الطبيعيّ عمليّة تشمل كيانين منفصلين: المستنسخون (كيانات تُنتج نُسخًا أمينة عن نفسها، غالبًا هم الجينات) والمَركبات (أو الوسطاء؛ وهم كيانات تتفاعل مع البيئة الإيكولوجيّة، غالبًا هم الكائنات).
وبما أن الكائنات حوادث عرضيّة، تظهر في جيل ما وتختفي في التالي، تكون الجينات (المستنسخون) هي الكيان الوحيد الذي ينتقل بصورة أمينة من الأب إلى النسل. سهَّلت تلك النظرة إلى التطور باعتباره منافسة بين مجموعة من المستنسخين النظر إلى الجينات والعلم، حيث لا تتشارك كل الجينات في الكائن نفس المصير التطوريّ.
كانت النظرة الجينيّة عبارة عن تركيب من النماذج الوراثيّة السكانيّة للتركيبة الحديثة، خاصة أعمال رونالد فيشر والتطور الاجتماعيّ لويليام هاملتون. صارت تلك الرؤية شائعة على يد جورج ويليامز وكتابه «التكيُّف والانتخاب الطبيعيّ» وكتاب ريتشارد دوكنز الشهير «الجين الأنانيّ»، لخَّص دوكنز الاستفادة الرئيسة من النظرة الجينيّة كالتالي:

### الرؤى الحالية
مثَّلت الأوراق العلميّة التي تتناول الدنا الأنانيّ بداية الدراسة الجادة للعناصر الجينيّة الأنانيّة، وشهدت العقود التالية انفجارًا في التقدُّم النظريّ والاكتشافات التجريبيّة. كتب جون تودي وليدا كوزميديس مقالًا محوريًّا حول الصراع بين الجينات السيتوبلازميّة الموروثة من الأم والجينات النوويّة الموروثة من الأبوين. وفَّرت الورقة أيضًا مقدمة شاملة لمنطق الصراعات الجينوميّة، مبرزة عدة مسائل ستكون موضوعًا للبحث العلميّ بعد ذلك. كتب جون وارين وزملاؤه المراجعة التجريبيّة الرئيسة الأولى حول الموضوع في عام 1988. حققت تلك الورقة ثلاث أمور. الأول، أنها صاغت مصطلح العناصر الجينيّة الأنانيّة، لتضع نهايةً للمصطلحات المتضاربة (الجينات الأنانيّة، الجينات فائقة الأنانيّة، الدنا الأنانيّ، الدنا الطفيليّ، الجينوم الخارج عن القانون). الثاني، أنها عرَّفت رسميًّا مفهوم العناصر الجينيّة الأنانيّة. وأخيرًا، أنها كانت الورقة الأولى التي تُحضر كل أنواع العناصر الجينيّة الأنانيّة المعروفة في ذلك الوقت معًا (لم يكن النسخ الجينيّ معروفًا مثلًا).
في نهاية ثمانينات القرن الماضي، اعتبر أغلب علماء الأحياء الجزيئيّة العناصر الجينيّة الأنانيّة استثناءً، وأنه يحسُن التفكير في تلك الجينات بأنها شبكة متكاملة بتأثيرات مترابطة على صلاحيّة الكائن. في 2006، عندما نشر روبرت تريفرس وأوستين بيرت أول كتاب يُعالج هذا الموضوع، كانت الأمور في طور التغيير. وبينما كان دورها في التطور محل جدال، استنتج ويليام رايس في مراجعة منشورة بعد قرن من اكتشافها، أنه «لا يوجد شيء مفهوم في علم الوراثة إلا في ضوء الصراعات الجينوميّة».

## الحيثيّة
بالرغم من أن العناصر الجينيّة الأنانيّة تظهر تنوُّعًا ملحوظًا في الطريقة التي تُعزز بها انتقالها، يمكن أن نصيغ بعض التعميمات عنها. اقترح غريغوري د. د. هورست وجون هـ. وارين في مقال منشور عام 2001 قاعدتين رئيستين للعناصر الجينيّة الأنانيّة.

### القاعدة الأولى: يحتاج الانتشار إلى الجنس والتناسل
يشمل التكاثر الجنسيّ خلط جينات فردين. وطبقًا لقوانين الوراثة المندليّة، تحتوي الألائل في التكاثر الجنسيّ على فرصة 50% للانتقال من الأب أو الأم إلى النسل. وبالتالي يُوصف الانقسام الميوزيّ في بعض الأوقات بـ«العدل».
نتوقع من الجينوم اللاجنسيّ أو المُلقِّح لذاته أن يمر بكمية أقل من الصراعات بين العناصر الجينيّة الأنانيّة وباقي الجينوم مقارنة بالجينوم الجنسيّ المتعابر. هناك العديد من الأسباب لذلك. أولًا، يضع الجنس والعبور العناصر الجينيّة الأنانيّة في أنساب وراثيّة جديدة. وعلى العكس، في النسب اللاجنسيّ أو الأنانيّ، يعلق أي عنصر جينيّ أنانيّ في هذا النسب بصورة أساسيّة، مما سيغير من لياقة الأفراد. يجب أن تؤدي تلك الاختلافات المتزايدة إلى انتقاء أكثر تطهيرًا في الأنانيّات/اللاجنسيّات، حيث سيتغلَّب النسب الذي لا يحتوي على العناصر الجينيّة الأنانيّة على النسب المتحوي عليها. ثانيًا، إن زيادة التجانس الجينيّ في الأنانيّات يستبعد فرصة التنافس على الألائل المتناددة. ثالثًا، أظهرت الأعمال النظرية أن الخلل الترابطيّ كبير في الأنانيّات مقارنة بالجينوم المتعابر، مما يسبب في بعض الحالات القليلة انتقاءً لمصلحة القليل من معدلات الإبدال. يقودنا هذا التحليل إلى التوقُّع بأن الأنانيّات/اللاجنسيّات يجب أن تحتوي حملًا أقل من العناصر الجينيّة الأنانيّة. يمكن للمرء أن يتحفَّظ على ذلك قائلًا أن تطوُّر الأنانيّة مرتبط بنقص حجم التجمُّع الفعّال. ويجب أن يؤدي هذا النقص إلى تقليل كفاءة الانتقاء وبالتالي إلى التوقع المضاد: المزيد من التجمُّع للعناصر الجينيّة الأنانيّة في الأنانيّات مقارنة بالمتعابرات.
تأتي الأدلة التجريبيّة على أهمية الجنس والعبور الجينيّ من مختلف العناصر الجينيّة الأنانيّة مثل العناصر القافزة والبلازميدات المعززة لنفسها وكروموسوم ب.

### القاعدة الثانية: يعبر الحضور عن نفسه في الهجائن
من الصعوبة بمكان تحديد حضور العناصر الجينيّة الأنانيّة في الجماعات الطبيعيّة. بدلًا من ذلك، تظهر عواقبها النمطيّة الظاهريّة في الهجائن. السبب الأول لذلك هو أن العناصر الجينيّة الأنانيّة تتجه سريعًا للإصلاح، وعواقبها النمطيّة الظاهريّة لن تُعزل في الجماعة. سوف تنتج أحداث التهجين نسلًا لديه عناصر جينيّة أنانيّة ونسلًا بدونها، وبالتالي تُظهر حضورها. السبب الثاني، أن جينوم العائل طوَّر آليات لتثبيط نشاط العناصر الجينيّة الأنانيّة. يمكن أن يكون التطوُّر المشترك للعناصر الجينيّة الأنانيّة ومثبطاتها سريعًا، ويتبع سباق الملكة الحمراء، مما يغطي على حضور العناصر الجينيّة في الجماعة الحيّة. أما النسل الهجين، على الجانب الآخر، ربما يرث عنصر جينيّ أنانيّ ما، وليس المثبط المتوافق معه، وبالتالي يُظهر التأثير النمطيّ الظاهريّ للعناصر الجينيّة الأنانيّة.

## أمثلة

### مشوهات الانعزال
تتلاعب بعض العناصر الجينيّة الأنانيّة بعملية انتقال الجينات من أجل مصلحتها، وبالتالي ينتهي بها الحال بتمثيل وراثيّ مبالغ فيه. يمكن أن يحدث هذا التشوه بعدة طرائق، والمصطلح العام الذي يغطيهم جميعًا هو التشوه. يمكن أن تنتقل بعض العناصر مُفضَّلة عن غيرها إلى خلايا البيضة بدلًا من الجسم القطبيّ خلال الانقسام الميوزيّ، بينما ستتمكن البيضة فقط من التخصيب ونقل جيناتها إلى الجيل القادم. يمكن لأي جين أن يتلاعب بالفرص بما يدعم وجوده في البيضة بدلًا من الجسم القطبيّ وسوف يحظى في الأخير بأفضليّة انتقاليّة ويزيد من تواتره في الجماعة.

### النوكلياز الداخلي المؤلف
تُعتبر إنزيمات النوكلياز الداخليّ المؤلف وثيقة الصلة بظاهرة مشوهات الانعزال. إنها إنزيمات تقطع الدنا بصورة محددة تسلسليًّا، وتكون تلك القطع مزدوجة الشريط، ثم «تلتئم» بآليات تصليح الدنا الاعتياديّة. تدمج إنزيمات النوكلياز الداخليّ المؤلف نفسها في الجينوم في مكان مناظر لمكان الدمج الأول، مما يؤدي إلى تحوُّل الزيجوت غير المتجانس إلى زيجوت متجانس ليحتوي على نسخة من النوكلياز الداخليّ المؤلف على الكروموسومين المتناددين. يعطي ذلك للنوكلياز الداخليّ المؤلف تواترًا للأليل مشابهًا لنظام التشوهات الانعزاليّة ومن المتوقع لها أن تتثبت في الأجيال القادمة إذا لم تتعارض بقوى أخرى. تسمح تقنية كريسبر بالبناء الاصطناعيّ لنظام النوكلياز. تفرض تلك النظم من «الحملات الجينيّة» خليطًا من الأمل بشأن التحكُّم الحيويّ ولكنها تنطوي على أخطار كبيرة أيضًا.

### العناصر القافزة
تشمل العناصر القافزة طيف واسع من تسلسلات الدنا التي لها القدرة على الانتقال إلى مواقع جديدة في الجينوم الخاص بالعائل. تقوم القوافز بذلك عن طريق آليات قص ولصق، بينما تحتاج القوافز الريبوزيّة لحمض نوويّ ريبوزيّ للتوسط والحركة.